# ستيف وليامز (لاعب كرة قدم بريطاني)
ستيف وليامز (بالإنجليزية: Steve Williams)‏ (21 أبريل 1983 في المملكة المتحدة - ) هو لاعب كرة قدم بريطاني في مركز حراسة المرمى. لعب مع فوريست غرين ونادي فارنبوروه ونادي ليويس وويكمب وندررز وميدنهد يونايتد ‏ وهايز وييدينغ يونايتد ‏ وBeaconsfield Town F.C. ‏ وهاستينغز يونايتد وEvesham United F.C. ‏.

## وصلات خارجية
- ستيف وليامز على موقع قاعدة بيانات كرة القدم.إي يو (الإنجليزية)
- ستيف وليامز على موقع Soccerbase.com (لاعب) (الإنجليزية)